# Drăgușeni (Suceava megye)
Drăgușeni település Romániában, Moldvában, Suceava megyében.

## Fekvése
A DN 2-es úton, Războieni és Vadu Moldovei közt fekvő település.

## Leírása
Drăgușeninek a 2002 évi népszámláláskor 2,686, a 2007 évi adatok szerint pedig 2,635 lakosa volt.
A falu temetőjében található fatemplom 1780-ban épült.

## Nevezetességek
- Drăgușeni fatemploma - a helyi temetőben áll. A tölgyfa építésű templom 1780-ban épült. Kő alapokon áll, két hatalmas tölgyfa talppal. Az épület zsindelytetős, a tornác fölött harangtoronnyal. Bejárata a déli oldalon található.

## Galéria

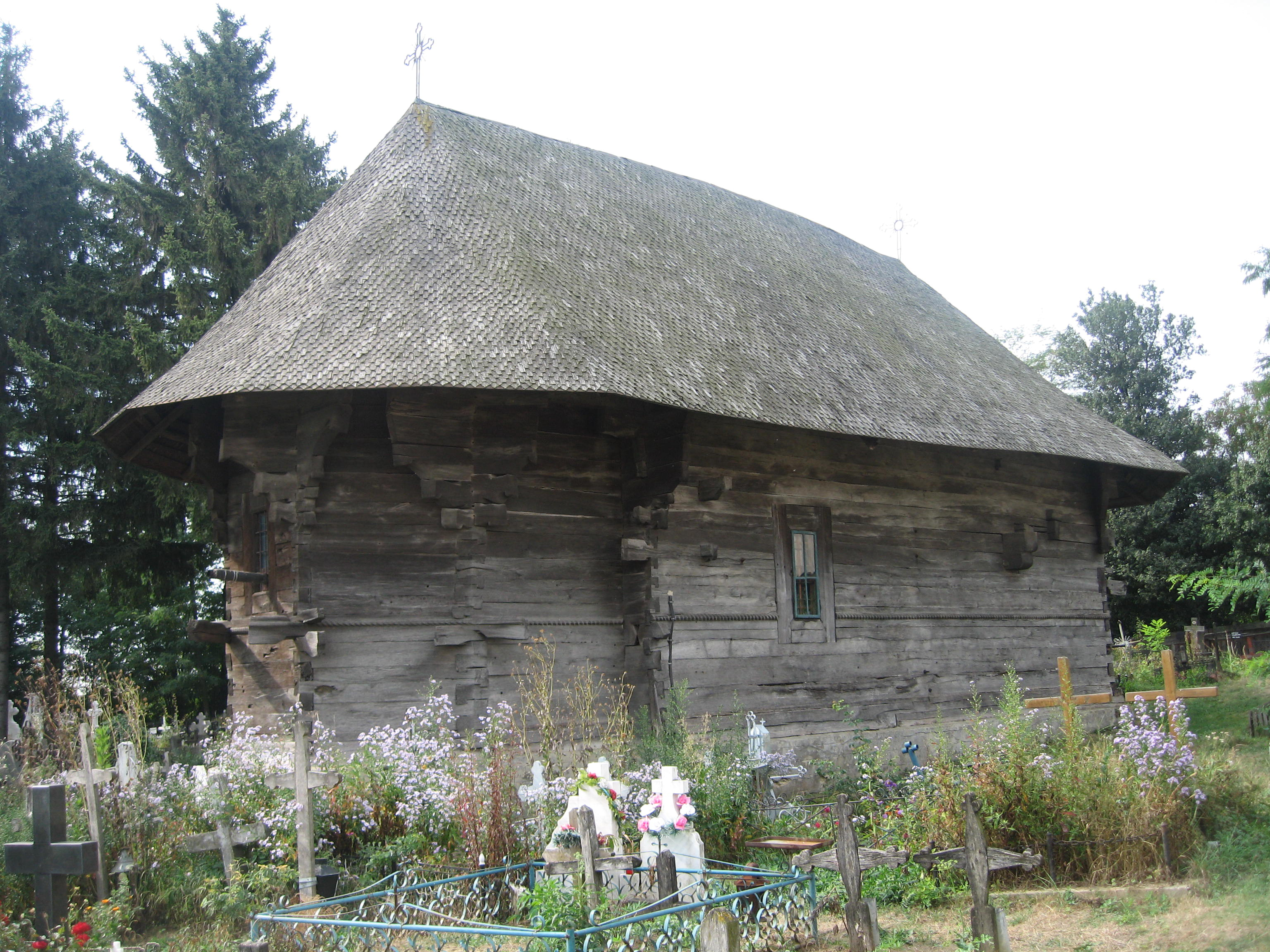
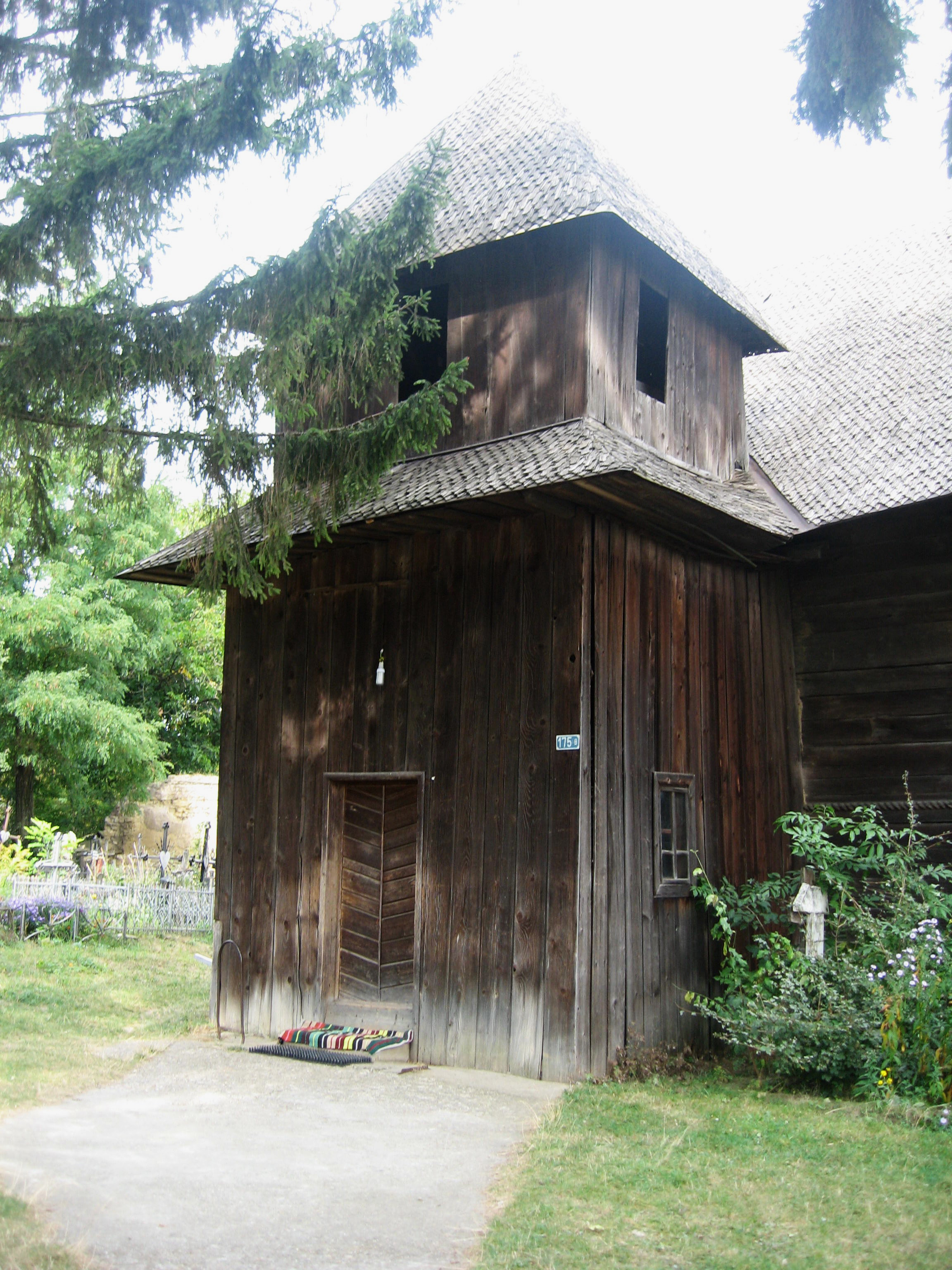
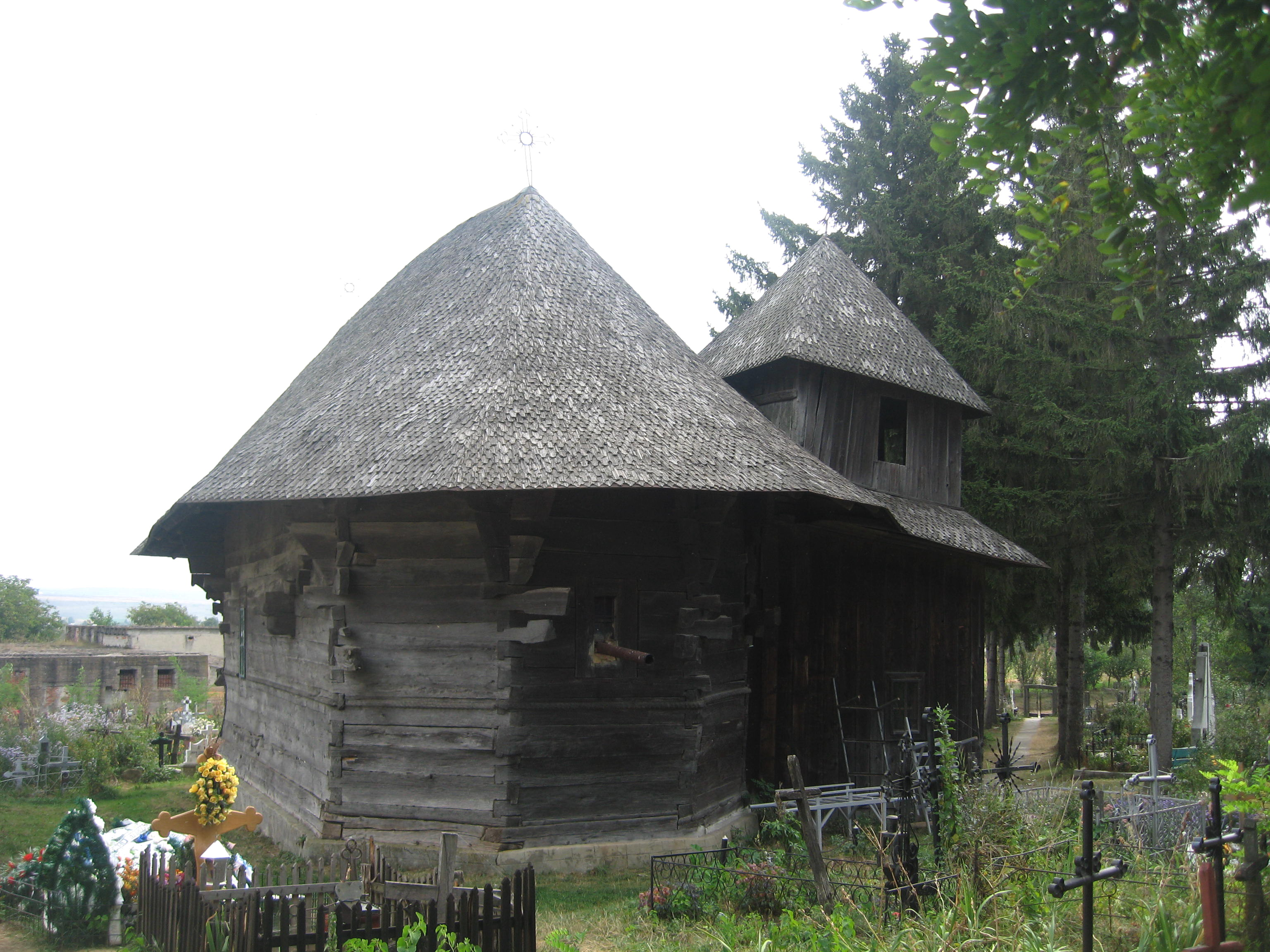
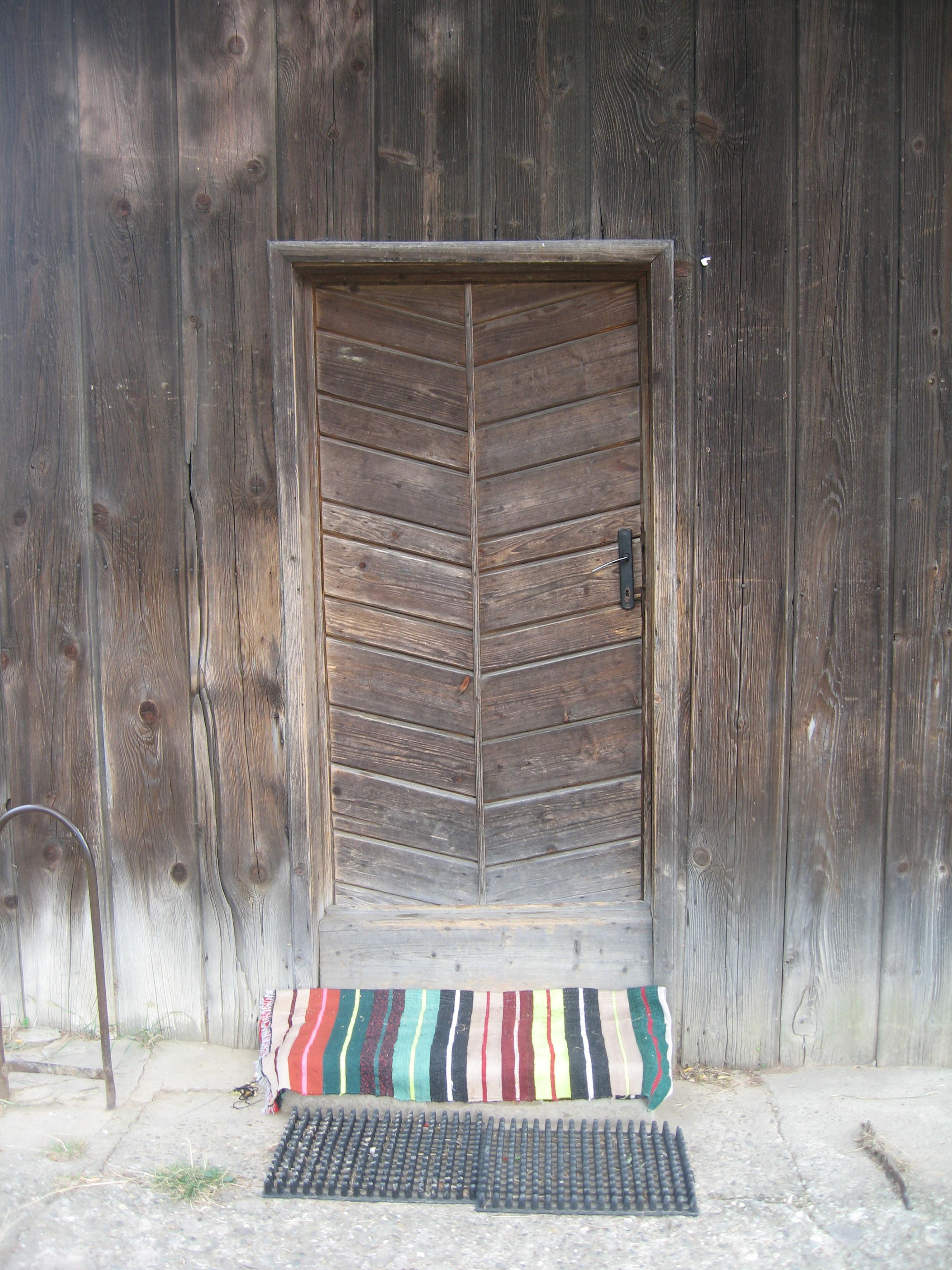